# Крупский, Януш
Януш Крупский (пол. Janusz Krupski; 9 мая 1951, Люблин — 10 апреля 2010, Смоленск) — польский историк, активист демократической оппозиции в ПНР, гражданский служащий.

## Биография
В 1970—1975 гг. он был студентом Люблинского Католического Университета.
В 1976 г. он вошел в состав Клуба католической интеллигенции в Варшаве.
В 1977—1988 гг. он редактировал независимый журнал вне цензуры «Spotkania».
В 1980 г. пришел к власти в региональный Совет организации «Солидарность» в г. Гданьске.
За его работу его неоднократно преследовали и репрессировали офицеры государственной «Службы Безопасности» ПНР.
Во время Польской Народной Республики действовал в оппозиции.
Во время военного положения в Польше (1981—1983) — был интернирован.
Был похищен и вывезен в Кампиносскую пущу в населённый пункт Трускав, где его удерживали три сотрудника спецгруппы «D» IV департамента МВД под командованием капитана Гжегожа Пиотровского (впоследствии Пиотровский стал убийцей священника Ежи Попелушко). Крупскому были нанесены тяжёлые ожоги кислотой.
В 1990—1992 гг. он был директором издания «Editions Spotkania». Он также принял участие в работе парламентской комиссии по расследованию последствий чрезвычайного военного положения и Конституционной комиссии подотчетности.
В 1993 г. открыл своё издательство «Krupski i S-ka».
С 2000 по 2006 гг. он занимал должность заместителя президента Института национальной памяти.
19 мая 2006 г. был назначен руководителем Управления по делам ветеранов и репрессированных лиц.
Погиб 10 апреля 2010 года в авиакатастрофе в Смоленске в составе правительственной делегации Польши. Через десять дней он был похоронен в квартале военного кладбища «Повонзки» в г. Варшаве.
16 апреля 2010 г. посмертно награждён Большим Крестом Ордена Возрождения Польши. Посмертно награждён Крестом Свободы и Солидарности.

## Личная жизнь
Януш Крупский был женат, имел семь детей: Пётр, Павел, Фома, Лука, Ян, Мария и Тереза. Жил в Гродзиске Мазовецком. Был членом Общества свободы слова.